# 白沙镇 (合浦县)
白沙镇，是中华人民共和国广西壮族自治区北海市合浦县下辖的一个乡镇级行政单位。

## 行政区划
白沙镇下辖以下地区：
振兴社区、草江村、龙江村、五星村、文明村、石达村、西坎村、白沙村、新村、虎塘村、虎岭村、那郊村、那江村、那潭村、和荣村、沙尾村、榄根村、东海村、东风村、宏德村、充美村、良港村、平田村和独山村。